# Smittina
Smittina är ett släkte av mossdjur som beskrevs av Norman 1903. Smittina ingår i familjen Smittinidae.
Släktet Smittina indelas i:
- Smittina abditavicularis
- Smittina abyssicola
- Smittina acuminata
- Smittina affinis
- Smittina alata
- Smittina alticollarita
- Smittina altirostris
- Smittina anecdota
- Smittina antarctica
- Smittina asymmetrica
- Smittina azorensis
- Smittina baccata
- Smittina bella
- Smittina beringia
- Smittina cervicornis
- Smittina chilensis
- Smittina colleti
- Smittina colletti
- Smittina cordata
- Smittina cribraria
- Smittina crystallina
- Smittina ctenocondyla
- Smittina dieuzeidei
- Smittina diffidentia
- Smittina directa
- Smittina echinata
- Smittina ectoproctolitica
- Smittina euparypha
- Smittina excertiaviculata
- Smittina exclusa
- Smittina fallax
- Smittina ferruginea
- Smittina fragaria
- Smittina glebula
- Smittina groenlandica
- Smittina hatsushima
- Smittina humilis
- Smittina impellucida
- Smittina incernicula
- Smittina insulata
- Smittina jacobensis
- Smittina jacquelinae
- Smittina jeffreysi
- Smittina jordii
- Smittina jullieni
- Smittina kobjakovae
- Smittina kukuiula
- Smittina kussakini
- Smittina landsborovii
- Smittina lebruni
- Smittina leptodentata
- Smittina maccullochae
- Smittina majuscula
- Smittina malleolus
- Smittina malouinensis
- Smittina marionensis
- Smittina minima
- Smittina minuscula
- Smittina molarifera
- Smittina monacha
- Smittina mucronata
- Smittina muliebris
- Smittina multanguloporata
- Smittina nitidissima
- Smittina normani
- Smittina numma
- Smittina obicullata
- Smittina obicullatoidea
- Smittina oblita
- Smittina obscura
- Smittina oculata
- Smittina ovirotula
- Smittina palisada
- Smittina papillifera
- Smittina personata
- Smittina pileata
- Smittina pliofistulata
- Smittina pocilla
- Smittina porosa
- Smittina portiuscula
- Smittina protrusa
- Smittina pseudoacutirostris
- Smittina pseudocompressa
- Smittina pulchra
- Smittina purpurea
- Smittina remotorostrata
- Smittina retifrons
- Smittina rigida
- Smittina rogickae
- Smittina rosacea
- Smittina scrupea
- Smittina sitella
- Smittina smitti
- Smittina smittiana
- Smittina spathulifera
- Smittina spiraminifera
- Smittina stigmatophora
- Smittina subcordata
- Smittina terraenovae
- Smittina thompsoni
- Smittina torques
- Smittina tuberosa
- Smittina undulimargo
- Smittina unicus
- Smittina uruguayensis
- Smittina uschakowi
- Smittina variavicularis
- Smittina veleroa
- Smittina volcanica